# Samtgemeinde Hagen
La Samtgemeinde Hagen era una comunità amministrativa (Samtgemeinde) della Bassa Sassonia, in Germania.

## Storia
La Samtgemeinde Hagen fu soppressa il 1º gennaio 2014; contemporaneamente tutti i comuni che la componevano vennero riuniti in un unico comune, denominato Hagen im Bremischen dal nome del maggiore di essi.

## Suddivisione
Al momento dello scioglimento, la Samtgemeinde Hagen comprendeva 6 comuni:
- Bramstedt
- Driftsethe
- Hagen im Bremischen (sede dell'ente)
- Sandstedt
- Uthlede
- Wulsbüttel